# Better Lovers
Better Lovers — американський хардкор-панк гурт з Буффало, штат Нью-Йорк, створений у 2023 році. 
Гурт Better Lovers був створений після розпаду гурту Every Time I Die.
Гурт підписав контракт з лейблом SharpTone Records і у 2023 році випустив свій дебютний міні-альбом «God Made Me an Animal». 
До складу гурту, який часто називають супергуртом, входять:
Джордан Баклі, Стівен Мічіке, Клейтон Холіок — учасники гурту Every Time I Die,
Грег Пучіато — учасник гурту The Dillinger Escape Plan,
Вілл Патні — учасник гурту Fit For An Autopsy.

## Історія
Джордан Баклі, Стівен Мічіке та Клейтон «Гусак» Холіоак колись були частиною металкор-гурту Every Time I Die разом з Енді Вільямсом (Andy Williams) і братом Джордана Баклі, Кітом Баклі (Keith Buckley). 
У грудні 2021 року Кіт Баклі на деякий час залишив гурт Every Time I Die через проблеми з психічним здоров’ям, але пізніше звинуватив свого брата Джордана та товаришів по гурту в тому, що вони «вигнали» його з гурту.
Гурт Every Time I Die оприлюднив заяву, в якій говорилось, що вони працюють над чимось приватно і 11 грудня зіграють останній концерт. 
18 січня 2022 року Джордан Баклі, Вільямс, Мічіке та Холіоак опублікували заяву, що вони більше не виступають як гурт Every Time I Die, через неможливість спілкуватися безпосередньо з Кітом або досягти угоди щодо продовження роботи гурту, що фактично зруйнувало гурт Every Time I Die після 24 років існування. Наступного дня Кейт розповів, що 20 грудня, наступного тижня після останнього концерту гурту, йому було видано заборону на використання назви та іміджу гурту.
Незважаючи на розпад гурту Every Time I Die і публічне висвітлення, Джордан Баклі, Вільямс, Мічіке та Холіок продовжували репетирувати разом з наміром створити новий гурт під іншою назвою.
У листопаді 2022 року Баклі опублікував у своїх соціальних мережах відеоролики, на яких він працював над новим матеріалом разом із Мічіке, Холіоаком і продюсером Віллом Патні у своїй студії в Нью-Джерсі. Патні продюсував останні два альбоми гурту Every Time I Die, Low Teens і Radical.
Гітарист Енді Вільямс не був присутній на цих сесіях, оскільки він повністю присвятив себе кар'єрі професійного реслера. Енді Вільямс (The Butcher) і Jesse Guilmette (Blade) виступали в одній професійній команді з реслінгу, і підписали контракт з реслінг-промоушеном All Elite Wrestling.
Басист Мічіке згодом підтвердив, що Вільямс не брав участі в їхніх початкових записах.
17 квітня 2023 року Баклі, Мічіке та Холіоак  офіційно оголосили про створення гурту Better Lovers, та випуск синглу «30 Under 13» на лейблі SharpTone Records.
Вілл Патні став учасником гурту як гітарист. До гурту також приєднався вокаліст Грег Пучіато, колишній учасник металкор-гурту The Dillinger Escape Plan. Перед приєднанням до гурту Пучіато працював із хеві-метал супергуртом Killer Be Killed, електронним супергуртом The Black Queen, а також виступав як сольний артист.
Говорячи про те, чи були Better Lovers супергуртом, басист Стів Мічіке сказав: «Ми не дивимося на це з такої точки зору. Хоча неможливо не визнати минулих гуртів, у яких ми були, і якими ми пишаємося. Ми тут не для того, щоб випити кави. У нас все ще є, що сказати творчо, і це річ, яка не зникає просто так і є дуже важливою для всіх нас».
Через день після оголошення про створення гурту, 18 квітня, гурт оголосив, що приєднається до гуртів The Ghost Inside, Underoath і We Came as Romans у їх літньому турі по Північній Америці. І протягом квітня та решти літа також будуть оголошувати дати власних виступів як в Америці, так і у Великій Британії, включаючи дебютне шоу в Баффало, штат Нью-Йорк.
7 липня 2023 року гурт Better Lovers без будь-яких анонсів випустив свій дебютний мініальбом God Made Me an Animal, який вийшов на лейблі SharpTone і був спродюсований Вілл Патні.
В інтерв'ю виданню Revolver, 26 вересня 2023 року, гурт сказав, що у них достатньо пісень для цілого альбому, та натякнув про можливість виходу релізів до кінця року.
16 листопада 2023 року вони дійсно випустили новий сингл «Two Alive Amongst The Dead», а пізніше того ж року оголосили дати туру в Північній Америці навесні та Європі влітку 2024 року.
9 січня 2024 року гурт оголосив про свій намір випустити свій дебютний повноформатний альбом у 2024 році. 
У своєму Instagram вони згадали спорадичні релізи, які вони робили протягом попереднього року, але «робити це з шістнадцятьма новими піснями, які ми написали, було б небезпечно».
Час їхніх студійних сесій збігається з початком їхнього північноамериканського туру пізніше навесні.

## Музичний стиль
Стиль Better Lovers був описаний як хардкор, металкор, і маткор.
Незважаючи на те, що в гурті Better Lovers виступають учасники кількох гуртів, MetalSucks описали їх звучання як «більше гурт Every Time I Die, ніж гурт Dillinger Escape Plan, але якщо ви любите хаотичний хардкор і металкор початку 2000-х, альбом God Made Me an Animal стане вашим вибором».

## Учасники гурту
- Грег Пучіато (Greg Puciato) — вокал (2023—теперішній час)
- Джордан Баклі (Jordan Buckley) — гітара (2023—теперішній час)
- Стів Мічіче (Steve Micciche) — бас (2023–теперішній час)
- Клейтон «Гусак» Холіок (Clayton «Goose» Holyoak) — барабани (2023–теперішній час)
- Вілл Патні (Will Putney) — гітара (2023—теперішній час)

## Дискографія
Мініальбом
- God Made Me an Animal (2023)